# 90503 Japhethboyce
90503 Japhethboyce è un asteroide della fascia principale. Scoperto nel 2004, presenta un'orbita caratterizzata da un semiasse maggiore pari a 2,3976158 UA e da un'eccentricità di 0,2012725, inclinata di 2,13408° rispetto all'eclittica.